# Columbrianos
Columbrianos est une localité du municipio (municipalité ou canton) de Ponferrada, dans la comarque de El Bierzo, province de León, communauté autonome de Castille-et-León, au nord-ouest de l'Espagne.
La localité de Columbrianos est une halte sur le Camino francés du Pèlerinage de Saint-Jacques-de-Compostelle.

## Géographie

### Localités voisines
| Nord-ouest Hervededo (municipio de Camponaraya) et Cortiguera (municipio de Cabañas Raras) | Nord San Andrés de Montejos (municipio de Ponferrada) | Nord-est Retenue de Bárcena (es) (municipios de Ponferrada, Cubillos del Sil, Congosto) |
| Ouest Fuentesnuevas (municipio de Ponferrada)                                              |                                                       | Est Polygone industriel de La LLanada (municipios de Ponferrada et de Congosto)         |
| Sud-ouest Cuatrovientos (municipio de Ponferrada)                                          | Sud Ponferrada (chef-lieu) (municipio de Ponferrada)  | Sud-est Compostilla (es) (municipio de Ponferrada)                                      |

## Culture et patrimoine

### Pèlerinage de Compostelle
Par le Camino francés du Pèlerinage de Saint-Jacques-de-Compostelle, le chemin vient de la localité de Ponferrada, dans le municipio du même nom.
La prochaine halte est la localité de Fuentesnuevas dans le même municipio de Ponferrada.

### Fêtes locales
San Esteban
Saint Étienne, le 26 décembre
Octava del Corpus Christi
En juin

## Sources et références
- (es) Cet article est partiellement ou en totalité issu de l’article de Wikipédia en espagnol intitulé « Columbrianos » (voir la liste des auteurs).
- (fr) Grégoire, J.-Y. & Laborde-Balen, L. , « Le Chemin de Saint-Jacques en Espagne - De Saint-Jean-Pied-de-Port à Compostelle - Guide pratique du pèlerin », Rando Éditions, mars 2006,  (ISBN 2-84182-224-9)
- (fr)« Camino de Santiago St-Jean-Pied-de-Port - Santiago de Compostela », Michelin et Cie, Manufacture Française des Pneumatiques Michelin, Paris, 2009,  (ISBN 978-2-06-714805-5)
- (fr)« Le Chemin de Saint-Jacques Carte Routière », Junta de Castilla y León, Editorial